# シチズン時計
シチズン時計株式会社（シチズンとけい、英: Citizen Watch Co., Ltd.）は、東京都西東京市に本社を置く日本の精密・電子機器の製造会社であり、シチズングループの中核を成す企業。関東・甲信越地方を中心として世界各地に拠点を構える多国籍企業である。東証プライム上場。日経平均株価およびJPX日経インデックス400の構成銘柄の一つ。

## 概要
「シチズン」（CITIZEN）ブランドの時計で知られるほか、工作機械の分野でもスイス式自動旋盤を中心とする「シンコム」（Cincom）ブランドで名高い。かつては腕時計の機械体（ムーブメント）の生産量世界第1位（グループ）を誇り、日本国内最大手、世界シェアの3割以上を持つ。
東京都新宿区西新宿の新宿三井ビルディングに本社を置いていたが、2001年（平成13年）に現在地へ移転している。工場は本社のある東京都西東京市（東京事業所）と、埼玉県所沢市（所沢事業所）にある。
2005年（平成17年）に会社設立75年を記念し、新コーポレートスローガン「CITIZEN Micro HumanTech（マイクロ・ヒューマンテック） もっと小さく、すごくわくわく。」を掲げた。これは「マイクロ、それは私たちのドメインです」「ヒューマン、それは私たちの理念です」「テクノロジー、それは私たちの基盤です」という会社の3つの理念を形にするという考えから採用されたものである。2014年（平成26年）より、新ブランドステートメントとして「BETTER STARTS NOW」を掲げ、前述の「CITIZEN Micro HumanTech」は使用されていない。
1990年（平成2年）、日本人および在日外国人の中から、無名ながらも社会的に貢献した市民を1年ごとに称える賞「シチズン・オブ・ザ・イヤー」を創設した。

## 沿革
1918年（大正7年）にすでに山崎商店（旧清水商店）として貴金属商を営み、懐中時計のケースなどを製造する尚工舎、および附属教育機関「尚工舎徒弟補習教育會」を経営していた山崎亀吉によって尚工舎時計研究所として創業した。1924年（大正13年）に懐中時計「CITIZEN」を発売し、これが「シチズン」ブランドの発端となった。
シチズンの名称は「市民に親しまれるように」の意味（シチズンは英語で「市民」を意味する）で、山崎と親交の深かった貴族院議員で当時の東京市長であった後藤新平が名づけたとされるが、裏付ける資料は山崎と後藤の面会記録のみであり、尚工舎と関わりの深かったシュミットが1918年にすでに「CITIZEN」をスイスで商標登録をしていたことから、命名に関する逸話の真偽は不明である。シチズン懐中時計は木下道雄侍従が2点購入し、そのうち1つが昭和天皇に献上され、舶来品にも負けない精度の国産時計として愛用されたという。
しかしながら、山崎の政治活動注力などの影響を受け、1925年（大正14年）尚工舎は経営不振による人員整理で労働争議が起こり、1927年（昭和2年）に安田銀行に差し押さえられ閉鎖された。
1912年（明治45年）にスイス人時計技師ロドルフ・シュミット（Rodolphe Schmid）が、日本国内（横浜・巣鴨）に時計組み立て工場（エル・シュミット時計工場）を設立していたが、この工場支配人であった中島与三郎と部下の鈴木良一が尚工舎設備を出資買収し、1930年（昭和5年）5月28日には山崎が会長、中島が社長、鈴木が工場管理人の会社組織として「シチズン時計株式会社」が高田馬場に設立された。
戦時色の濃くなった1936年（昭和11年）には、当時軍需産業の集積地となっていた北多摩郡田無町（現・西東京市）に田無工場が完成した。その2年後の1938年（昭和13年）には敵性語を使用しない配慮から社名を「大日本時計株式会社」へ変更した。戦時中は軍需生産の拡充により民需生産の抑制が目立つようになり、輸出向け時計製品の製造や時限信管など兵器の製造を行った。戦後はGHQによる淀川、田無の両工場の賠償施設指定などを乗り越え、いち早く復興を遂げ、セイコーに次ぐ国内第2の時計メーカーとして成長した。1948年（昭和23年）に再び社名を「シチズン時計株式会社」とした。
クオーツ式時計が主流となる以前、電磁テンプ式時計の国産化にいち早く成功した。また米ブローバ社と共に「ブローバシチズン」（現・シチズン電子）を設立し、音叉式腕時計の国産化にも成功している。
2001年（平成13年）には、本社を東京事業所へ移転した。
2007年（平成19年）4月に「シチズングループ」の純粋持株会社体制へ移行のため、社名を「シチズン時計株式会社」から「シチズンホールディングス株式会社」に変更し、新たに事業子会社として「シチズン時計株式会社」（2代）を設立したが、2016年（平成28年）10月に「シチズンホールディングス株式会社」が「シチズン時計株式会社」および「シチズンビジネスエキスパート株式会社」を吸収合併し、社名を「シチズン時計株式会社」へ戻した。また同2007年（平成19年）にはブローバ社を買収すると発表した。
2012年（平成24年）にはスイスの時計会社プロサー（現：マニュファクチュール・ラ・ジュー・ペレ）を買収した（同社はムーブメント製造及び時計ブランドアーノルド&サン及びアンジェラスを展開している）。2016年（平成28年）にはフレデリック・コンスタントを買収した。
2017年（平成29年）、大丸百貨店創業300周年を記念してトゥールビヨン腕時計を2本制作し、1本1,000万円で販売した。このムーブメントは2014年に社員有志が製作したものを改良したものである。

## 歴代社長
尚工舎時計研究所
- 山崎亀吉（創業者）

シチズン時計社長
- 中島与三郎：1930年 - 1945年
- 中島進次：1945年 - 1946年
- 山田栄一：1946年 - 1981年
- 山崎六哉：1981年 - 1987年
- 中島迪男：1987年 - 1997年
- 春田博：1997年 - 2002年
- 梅原誠：2002年 - 2007年

シチズンホールディングス社長
- 梅原誠：2007年4月 - 2008年
- 金森充行：2008年 - 2012年
- 戸倉敏夫：2012年 - 2016年

シチズン時計社長
- 戸倉敏夫：2016年10月 - 2019年
- 佐藤敏彦：2019年 - 現職

## 主な製品
現在のシチズングループの時計製品はクオーツ式が主流であり、主にチタン外装や表面硬化技術（デュラテクト）、太陽光発電（エコ・ドライブ）・電波修正などの最新の技術を駆使した機能を備える実用的な製品を開発、販売している。また、実用性より付加価値を重視した製品として、クォーツ式ながらも従来のシチズンの製品ラインアップのコンセプト、デザイン、メカニズムを超越した複雑時計の世界に挑戦したカンパノラ・コレクションも販売している。
時計以外の商品として、工作機械「シンコム」、子会社であるシチズン・システムズが販売する電卓、電子辞書、健康関連商品（血圧計・体温計）などがある。また、かつて一世を風靡したポケットボードはシチズン製である。

### ウオッチ製品
本節出典：
- カンパノラ・コレクション
- エコ・ドライブ ワン
- シリーズエイト（Series8）
- ザ・シチズン
- エクシード(EXCEED)
- アテッサ
- プロマスター(PROMASTER)
- シチズン エル（CITIZEN L）
- クロスシー（xC）
- キー（Kii:）
- シチズンコレクション
- オルタナ

などがある。また、その他に「ポール・スミス」等のライセンスウオッチや、第2ブランドの「VAGARY」・「INDEPENDENT」、更に「Q&Q」「FREE WAY」「レグノ（REGUNO）」「ウィッカ（wicca）」等のブランドで展開するセカンドライン、廉価帯商品も手がけている。
旧製品も含む腕時計製品のギャラリー
- Eco-Drive METAL
- Eco-Drive Titanium Sapphire
- クラシカルなデザインの時計

### 他
子会社、資本関係のある関連メーカーの製品も含むギャラリー
- 「Miyota」ブランドで世界各国の時計会社に供給しているムーブメント
- 屋外対応の電波式の掛時計。リズム社製。
- 関数電卓。科学技術計算用の電卓。
- 一般的な商業用や経理用の電卓。
- 血圧計（旧製品）。
- シチズンT.I.C.製の電気子時計（親子時計）。一般家庭向けではなく設備向け。

## 研究・製造拠点
- シチズン時計株式会社
  - 本社・東京事業所：〒188-8511 東京都西東京市田無町6丁目1-12[2]
  - 所沢事業所：〒359-8511 埼玉県所沢市下富840番地[2]

### 関連会社
- シチズンファインデバイス株式会社
  - 本社・河口湖事業所（山梨県南都留郡富士河口湖町）
  - 御代田事業所（長野県北佐久郡御代田町）
  - 北御牧事業所（長野県東御市）
- シチズン電子株式会社
  - 本社工場（山梨県富士吉田市）
- シチズン時計マニュファクチャリング株式会社
  - 所沢本社工場（埼玉県所沢市）
  - 秋田工場（秋田県北秋田市）
  - 鹿児島工場（鹿児島県日置市）
  - 夕張工場（北海道夕張市）
  - 東北北上工場（岩手県北上市）
  - 東北北上南工場（岩手県北上市）
  - 東北西和賀工場（岩手県和賀郡）
  - 東北相馬工場（福島県相馬郡）
  - 埼玉狭山工場（埼玉県狭山市）
  - 埼玉吉見工場（埼玉県比企郡）
  - 埼玉田無工場（東京都西東京市）- 埼玉と付くが都内に立地する。
  - 河口湖富士工場（山梨県富士吉田市）

## 関連会社

### 主な子会社
- シチズンマシナリー - 工作機械メーカーで旧東証二部上場会社
- シチズン電子 - 旧JASDAQ上場会社
- シチズンファインデバイス - 旧社名:ミヨタ。現在も「Miyota」ブランドのムーブメントを世界各国の多数の時計会社に向けて輸出している。工場が日本国内に複数ある。

### 非上場企業
- シチズン時計マニュファクチャリング株式会社 - シチズン平和時計などグループ5社が統合して2013年に設立された
- シチズンマイクロ株式会社
- シチズン・システムズ
- シチズンTIC -  旧社名:テイ・アイ・シイ・シチズン

なお2004年（平成16年）10月に主要子会社でウオッチの企画・販売を手がける「シチズン商事」を吸収合併した。2005年（平成17年）10月にブランド力を市場に対して最大限に活用するとともに、グループ会社間の団結力を高め、ガバナンス強化の基盤となる連帯意識の高揚を図るため、グループ会社の社名変更を行うとともに、旧上場子会社3社の株式交換による完全子会社化を行った。
また、当グループは時計メーカーとしての側面ばかりでなく、先述の電子機器や、電子部品メーカーとしての側面を持っており、2004年（平成16年）に工作機械（精機）事業と時計事業の、2005年（平成17年）には情報機器・健康関連機器事業及び液晶デバイス事業の、いわゆる「事業再編」（会社統合、部門統合、分社化、人員の異動など）をおこなった。

### 資本関係のある関連メーカー
- リズム - クロックメーカー。旧社名：リズム時計工業、2020年社名変更。東証一部上場。シチズン時計が「筆頭株主」ではあるが、出資比率などにより「子会社」ではない。シチズン時計からライセンスを受け「CITIZEN」名のクロック類などを製造・販売しているが、2014年以後は自社ブランドである「RHYTHM」も併用している。また腕時計（ウォッチ）以外の置時計、壁時計、目覚まし時計、温度湿度計、ストップウォッチの「CITIZEN」ブランド製品はリズムが企画、製造、販売している（Q&Qのストップウオッチはシチズン時計製である）。
- スター精密 - 当社をルーツに持つ電子機器・工作機械・精密機械メーカー。東証一部上場。

## 公式計時
- 大阪国際女子マラソン - 第1回大会より大会記録の担当で協力している。全国ネットでの放送は第4回大会から準筆頭の1社として参加している。
- 全日本フィギュアスケート選手権大会
- 国際スケート連盟 - 主にフィギュア競技においてスポンサー

## 主催の賞
- シチズン・オブ・ザ・イヤー

## CM

### イメージキャラクター
- 北川景子 - xCイメージキャラクター
- 福原遥 - wiccaイメージキャラクター

過去
- 大坂なおみ - ブランドアンバサダー
- 五郎丸歩 - ATTESAイメージキャラクター
- 篠原涼子 - xCイメージキャラクター
- ケリー・チャン - xCイメージキャラクター
- 有村架純 - wiccaイメージキャラクター
- 西城秀樹
- 福山雅治
- 玉木宏
- 水谷豊

など

### CMソング
- 大滝詠一「ムーチュ」「君に夢中」（1974年）- コスモトロン（出演：水谷豊）
- 白井貴子「Chance!」（1984年）- リビエール
  - 「コンニチワ…」、監督：井筒和幸
  - 「逃がさない。」、監督：大森一樹
- ハイ・ファイ・セット「素直になりたい」（1984年）- リビエール（監督：相米慎二）
- 爆風スランプ「うわさに、なりたい」（1984年）- 19才リビエール
- FANTI「LADY MEMORIES」（1986年）
- 崎谷健次郎「もう一度夜を止めて」（1987年）- ライトハウス

### 提供番組

#### 2018年1月現在
- ワールドビジネスサテライト（テレビ東京） - 2018年1月4日放送分より番組提供（レギュラーでの番組提供）。

なお、2018年1月1日 - 3日は番組自体が年始特番による休止のため3番組に振替提供された。

#### 過去
- 匠の肖像（テレビ東京）
- 待ッテマシタ!（フジテレビ）

その他、1970年代前期まで日本テレビの7時・正午・19時の時報時の15秒スポットを担当していたほか、TBSラジオで1976年まで時報CMを、ABCラジオでは平日7時の時報CMを長年担当していた。

## ギャラリー
- Citizen Exhibition in Tokyo Midtown Hibiya
- 元シチズンプラザ（東京・高田馬場。2021年1月閉館）